# Ajoit
Ajoit (IMA-Symbol Aj) ist ein selten vorkommendes Mineral mit der chemischen Zusammensetzung K3Cu2+20Al3Si29O76(OH)16·8H2O und damit chemisch gesehen ein wasserhaltiges Kalium-Kupfer-Aluminium-Silikat mit zusätzlichen Hydroxidionen. Strukturell gehört Ajoit zu den Schichtsilikaten.
Ajoit kristallisiert im triklinen Kristallsystem und ist meist in Form von büschelig angeordneten, faserigen, lamellenförmigen oder prismatischen Kristallen bis etwa einem halben Millimeter Länge zu finden. Die durchscheinenden bis undurchsichtigen Kristalle sind von bläulichgrüner Farbe und hinterlassen auf der Strichtafel einen grünlichweißen Strich. Als Inklusionen (Einschlüsse) in Quarz gibt er diesem ebenfalls eine grünliche bis bläuliche Farbe.

## Etymologie und Geschichte
Erstmals entdeckt wurde das blaugrüne Kupfer-Aluminium-Silikat von Harry Berman (Harvard University) im August 1941 zusammen mit dunkelblauem Shattuckit in der „New Cornelia Mine (Ajo Mine)“ in den Little Ajo Mountains im Pima County (Arizona, USA). Berman bemühte sich gemeinsam mit Waldemar Theodore Schaller, das neue Mineral zu bestimmen und zu beschreiben, verstarb jedoch unerwartet 1944. Schaller beendete die Analysen zusammen mit Angelina C. Vlisidis und benannte das Mineral nach dessen erstem Fundort (Typlokalität) Ajoit.
Die Publikation der Erstbeschreibung erfolgte 1958 im gleichen Jahr, in dem auch die International Mineralogical Association (IMA) gegründet wurde. Ajoit wurde daher von der für die Anerkennung von Mineralen und Mineralnamen zuständigen Commission on new Minerals, Nomenclature and Classification (CNMNC) 1959 zusammen mit anderen Mineralen nachträglich als eigenständige Mineralart anerkannt.

## Klassifikation
Bereits in der veralteten, aber noch gebräuchlichen 8. Auflage der Mineralsystematik nach Strunz gehörte der Ajoit zur Mineralklasse der „Silikate und Germanate“ und dort zur Abteilung der „Kettensilikate und Bandsilikate (Inosilikate)“, wo er zusammen mit Plancheit und Shattuckit die „Shattuckit-Plancheit-Gruppe“ mit der System-Nr. VIII/D.04 bildete.
Im zuletzt 2018 überarbeiteten und aktualisierten Lapis-Mineralienverzeichnis nach Stefan Weiß, das sich aus Rücksicht auf private Sammler und institutionelle Sammlungen noch nach dieser alten Form der Systematik von Karl Hugo Strunz richtet, erhielt das Mineral die System- und Mineral-Nr. VIII/D.07-10. In der „Lapis-Systematik“ entspricht dies ebenfalls der Klasse der „Silikate und Germanate“, dort allerdings der Abteilung „Unklassifizierte Silikate“, wo Ajoit als einziges Mitglied die unbenannte Gruppe VIII/D.07 bildet.
Die von der International Mineralogical Association (IMA) zuletzt 2009 aktualisierte 9. Auflage der Strunz’schen Mineralsystematik ordnet den Ajoit dagegen in die Abteilung der „Schichtsilikate (Phyllosilikate)“ ein. Diese ist zudem weiter unterteilt nach der Kristallstruktur, so dass das Mineral entsprechend seinem Aufbau in der Unterabteilung „Einfache Tetraedernetze mit 4-, 5-, (6-) und 8-gliedrigen Ringen“ zu finden ist, wo es als einziges Mitglied die unbenannte Gruppe 9.EA.70 bildet.
Die Systematik der Minerale nach Dana ordnet den Ajoit in die Klasse der „Silikate und Germanate“ und dort wie die Lapis-Systematik in die Abteilung der „Unklassifizierten Silikate“ ein. Hier ist er als einziges Mitglied in der unbenannten Gruppe 78.05.01 innerhalb der Unterabteilung der „Unklassifizierten Silikate: Mögliche Schichtsilikate“ zu finden.

## Kristallstruktur
Ajoit kristallisiert triklin in der Raumgruppe P1 (Raumgruppen-Nr. 1) oder P1 (Nr. 2) mit den Gitterparametern a = 13,64 Å; b = 14,51 Å; c = 13,62 Å; α = 107,2°; β = 105,4° und γ = 110,6° sowie 3 Formeleinheiten pro Elementarzelle.

## Bildung und Fundorte

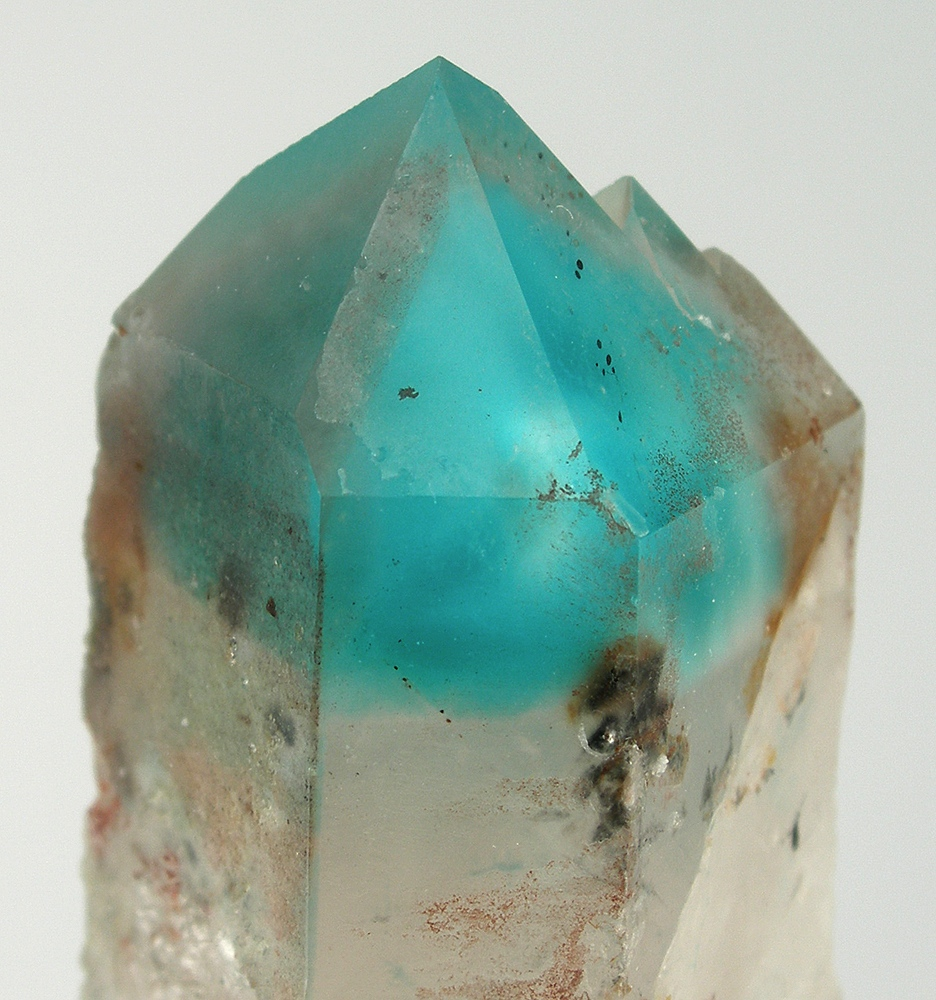
Ajoit in Quarz eingewachsen aus der „Messina Mine“ bei Messina (heute: Musina), Südafrika

Ajoit bildet sich als Sekundärmineral in Kupfer-Lagerstätten. Dort findet er sich zumeist mit Shattuckit vergesellschaftet oder eingewachsen in Quarz, kann aber auch je nach Fundort mit weiteren Begleitminerale wie unter anderem Konichalcit, der Bi- und Ca-haltige, grünlichgelben Mottramit-Varietät Duhamelit, Muskovit, Papagoit, Pyrit und Sillénit auftreten.
Als seltene Mineralbildung konnte Ajoit nur an wenigen Orten nachgewiesen werden, wobei weltweit bisher weniger als 20 Fundstätten dokumentiert sind (Stand 2023).
Neben seiner Typlokalität Ajo Mountains fand sich das Mineral noch in der ebenfalls im Pima County gelegenen „Potter-Cramer Mine“ (Vulture-Mountains) sowie in der „Moon Anchor Mine“ (Big Horn Mountains).
In Deutschland konnte Ajoit bisher nur bei Ramsbeck im Sauerland gefunden werden. Einziger österreichischer Fundort ist die Putzkammer Alp in der Verwallgruppe im Vorarlberg.
Weitere Fundorte sind die „Ashio Mine“ bei Ashio in der japanischen Präfektur Tochigi, Khorixas in Namibia, die „Messina Mine“ bei Messina (heute: Musina) in Südafrika sowie Tavistock (Devon) in England (Vereinigtes Königreich).